# 佐藤兼郎
佐藤 兼郎（さとう けんろう、1955年 - ）は、日本の地方公務員。備中県民局長や、岡山県副知事を経て、公益財団法人岡山県産業振興財団理事長、一般社団法人岡山県発明協会会長、国立大学法人岡山大学理事。

## 人物・経歴
岡山県岡山市出身。1978年岡山大学法文学部卒業、岡山県入庁、真庭地方振興局。1988年地域振興部市町村課主任。1997年総務部財政課財政主幹。2002年土木部河川開発課長代理。2003年総務部人事課長代理。2004年総務部人事課参事。2005年産業労働部産業振興課参事。2006年保健福祉部施設指導課長。2007年農林水産部農政企画課長。2008年総務部次長。2010年危機管理監。2012年備中県民局長。2013年総務部長。2015年公営企業管理者。2016年から副知事を務め、クール・ビズの推進などにあたった。2020年岡山県産業振興財団理事長。2022年岡山大学理事、岡山県企業と大学との共同研究センター長。岡山県発明協会会長、順正学園理事等も務めた。
2025年4月、春の叙勲で瑞宝中綬章を受章した。